# Mali Trummer
Amalie Mali Auguste Trummer (geb. 7. März 1901 in Hamburg; gest. 21. Februar 1991 in Wien) war eine deutsche Sopranistin an der Weimarer Staatskapelle. Ihre Personalakte in Weimar ist erhalten.

## Leben und Wirken
Sie war verheiratet mit dem zweiten Kapellmeister der Weimarer Staatskapelle Ernst Latzko, mit dem sie bis zu ihrem Wegzug aus Weimar in der Mozartstraße 15 wohnte. Ihre Trauzeugen waren die Bauhaus-Meister Wassily Kandinsky und Paul Klee. Zunächst hatte sie eine private Gesangsausbildung in Hamburg und Weimar. 1920 folgte ihr Debüt und Engagements bis 1921 am Opernhaus in Hamburg, 1921–27 am Nationaltheater Weimar.
Trummer galt als ein großes Bühnentalent. Bekannt wurde sie durch die Oper Aufstieg und Fall der Stadt Mahagonny von Bertolt Brecht und Kurt Weill. 1930 sang sie darin die Rolle der Jenny am Neuen Theater in Leipzig. In Leipzig sang sie 1928 unter der Leitung von Gustav Brecher Frühlings Erwachen von Max Ettinger. In Berlin war sie bei der Uraufführung der Oper Der Zar läßt sich photographieren von Georg Kaiser und Kurt Weill in der Rolle „der falsche Boy“ bei der Uraufführung 1927 dabei. Sie war befreundet mit Georg Witkowski. Sie wohnte bis 1933 in der Leipziger Sedanstraße 5. Wie ihr Mann bekam sie die nationalsozialistischen Restriktionen zu spüren. Nach 1933 ist kein Auftritt von ihr mehr nachweisbar.